# شهاب ۵
شهاب ۵ نامی است که برخی منابع اسرائیلی و غربی بر روی پروژهٔ ساخت یک موشک بالستیک دوربرد ایران گذاشته‌اند. گزارش‌های مربوط به برنامه ساخت این موشک و موشک‌های شهاب ۴ و شهاب ۶ از سال ۱۹۹۶ تاکنون بارها منتشر شده اما مقامات ایران هیچگاه وجود برنامه ساخت چنین موشک‌هایی یا موشک‌هایی با مشخصات مشابه را تایید یا رد نکرده‌اند.

## مشخصات فنی
بنابر گزارش خبرگزاری اسکای‌نیوز، این موشک می‌تواند تا 5000 کیلومتر برد داشته باشد. درباره این موشک توسط مقامات ایرانی اطلاعاتی منتشر نشده است. تحلیل‌ها مدعی این هستند که موشک شهاب 5 می‌تواند تا 1 تن کلاهک اتمی و غیر اتمی حمل کند و ارتفاع آن حدودا 16 متر و قطر آن 2.2 متر است. این موشک را سه مرحله‌ای و سوخت جامد دانسته‌اند.

## نظرات
بنیامین نتانیاهو نخست‌وزیر اسرائیل در سال ۱۹۹۸ نیز گفته بود که ایران در حال توسعه شهاب ۴ که قادر به هدف قرار دادن اروپا است و شهاب ۵ و شهاب ۶ برای هدف قراردادن سواحل شرقی ایالات متحده است.
مقامات ایرانی عموما سری موشک‌های 4 به بعد را برای اهداف فضایی ترسیم کرده‌اند اما وزیر دفاع ایران در مصاحبه‌ای موشک‌های شهاب را موشک‌های بالستیک قاره‌پیما و سپس حرف خود را تغییر و آن را پرتابگر فضایی نامید.